# توماس مككمسون
توماس مككمسون (بالإنجليزية: Thomas McKimson)‏ هو فنان قصص مصورة ورسام رسوم متحركة أمريكي، ولد في 5 مارس 1907 في دنفر في الولايات المتحدة، وتوفي في 14 فبراير 1998 في West Los Angeles ‏ في الولايات المتحدة.

## وصلات خارجية
- توماس مككمسون على موقع IMDb (الإنجليزية)
- توماس مككمسون على موقع قاعدة بيانات الفيلم (الإنجليزية)